# Attila Czene
Attila Czene (Hungría, 20 de junio de 1974) es un nadador húngaro retirado especializado en pruebas de cuatro estilos, donde consiguió ser campeón olímpico en 1996 en los 200 metros.

## Carrera deportiva
En los Juegos Olímpicos de Barcelona 1992 ganó la medalla de bronce en los 200 metros estilos, con un tiempo de 2:01.00 segundos, tras su paisano húngaro Tamás Darnyi y el estadounidense Greg Burgess.
Cuatro años después, en las Olimpiadas de Atlanta 1996 ganó el oro en la misma prueba.